# وون هو تشونغ
وون هو تشونغ (بالهانغل: 정원호، ويكتب أيضاً ونهو تشونغ. ولد في 1980) هو ممثل وفنان كوميدي من كوريا الجنوبية.

## حياته
ولد وون هو تشونغ في جدة بالمملكة العربية السعودية من أب من كوريا الجنوبية وأم فيتنامية، ثم انتقلت عائلته إلى الأردن وحصل هناك في سنة 1991 على الجنسية الأردنية، وأخيراً انتقل إلى الإمارات العربية المتحدة للعيش هناك.

## أعماله

### برامج
- في سنة 2007 ظهر لأول مرة مع فرقة Axis Of Evil في جولتها العربية.
- ظهر من خلال برنامج ’’Show me more‘‘ على شوتايم.
- ظهر من خلال برنامج ’’New World Order‘‘ على شوتايم.
- في سنة 2011 قدم عرضاً على قناة الدوري والكأس في برنامج ’’Inside Asia‘‘، وفي نفس السنة أجرى مقابلة مع قناة الجزيرة.
- في سنة 2014 استضافه الإعلامي باسم يوسف في الحلقة الثالثة من برنامج ’’البرنامج‘‘ في جزئه الثالث وقدم عرضاً به.
- في سنة 2015 قدم برنامج ’’ونهو حول العالم‘‘ لشبكة التلفزيون العربي.

### مسلسلات وأفلام
- في سنة 2012 شارك في فلم 30 فبراير.
- في سنة 2015 شارك في فلم من ألف إلى باء ليؤدي دور الشخصية المسماة رائد.[4]
- في سنة 2016 ساهم بدور عيسى ابن العائلة الكويتية من العاملة الفلبينية في مسلسل ساق البامبو وهو مسلسل بُني على رواية ساق البامبو للكاتب سعود السنعوسي.[5]

## وصلات خارجية
- الموقع الرسمي للفنان وون هو تشونغ.
- صفحة وون هو تشونغ على الفيس بوك  على فيسبوك..
- صفحة وون هو تشونغ على اليوتيوب.